# Gesetz zur Neugliederung von Gemeinden des Landkreises Coesfeld
Das Gesetz zur Neugliederung von Gemeinden des Landkreises Coesfeld wurde am 27. Juni 1969 verkündet und gliederte 15 Gemeinden des Landkreises Coesfeld neu. Außerdem wurden die Ämter Gescher, Billerbeck und Buldern aufgelöst.
Durch das Münster/Hamm-Gesetz wurden zum 1. Januar 1975 weitere Gemeinden des Kreises Coesfeld neu gegliedert, der bisherige Kreis Coesfeld (1. Januar 1939 bis 30. September 1969: Landkreis Coesfeld) aufgelöst und die Städte und Gemeinden überwiegend dem neuen Kreis Coesfeld zugeordnet, lediglich Gescher kam zum neuen Kreis Borken.

## Kurzbeschreibung
| I. Abschnitt  | Gebietsänderungen |
| § 1           | Eingliederung der Gemeinde Kirchspiel Coesfeld in die Stadt Coesfeld                                                                                           |
| § 2           | Zusammenschluss der Gemeinden Büren, Estern, Gescher, Harwick, Tungerloh-Capellen und Tungerloh-Pröbsting zur neuen Stadt Gescher, Auflösung des Amtes Gescher |
| § 3           | Zusammenschluss der Stadt Billerbeck und der Gemeinden Kirchspiel Billerbeck und Beerlage zur neuen Stadt Billerbeck, Auflösung des Amtes Billerbeck           |
| § 4           | Zusammenschluss der Gemeinden Buldern und Hiddingsel zur neuen Gemeinde Buldern, Eingliederung von Teilen der Gemeinde Limbergen, Auflösung des Amtes Buldern  |
| § 5           | Zusammenschluss der Gemeinden Darfeld und Osterwick zur neuen Gemeinde Rosendahl                                                                               |
| II. Abschnitt | Schlussvorschriften |
| § 6           | Bestätigung von Gebietsänderungsverträgen |
| § 7           | Zuordnung zu Amtsgerichten: - Gescher, Billerbeck und Rosendahl zum Amtsgericht Coesfeld - Buldern zum Amtsgericht Dülmen                                      |
| § 8           | Auflösung des Rates der Stadt Coesfeld |
| § 9           | Inkrafttreten am 1. Juli 1969 |